# Piotr od św. Józefa de Betancur
Święty Józef de Betancur OFS, również Piotr de Betancur, hiszp. Pedro de San José Betancur, Hermano Pedro, tj. Brat Piotr (ur. 21 marca 1626 w Vilaflor na Teneryfie, zm. 25 kwietnia 1667) – tercjarz franciszkański, misjonarz, zwany „człowiekiem, który był miłością” z racji na swe poświęcenie się pracy z sierotami, żebrakami i chorymi, pierwszy święty Wysp Kanaryjskich i Gwatemali, święty Kościoła katolickiego.
Urodził się jako piąte, najmłodsze dziecko w ubogiej, religijnej rodzinie. Pod wpływem opowieści o ciężkim losie wykorzystywanych przez konkwistadorów mieszkańcach Nowego Świata postanowił zostać misjonarzem. Udał się do Gwatemali i tam w 1655 roku wstąpił do Zakonu Świętego Franciszka, gdzie przyjął imię Piotr od św. Józefa. Pracował wśród więźniów, żebraków, chorych, sierot i pielgrzymów. Wybudował szpital Matki Bożej Betlejemskiej. Jest autorem reguły zakonnej dla zgromadzeń które założył: betlejemitów i betlejemek (łac. Ordo Fratrum Bethlemitarum, OFB).
Zmarł w opinii świętości w wieku 41 lat. Wspominany jest w Kościele katolickim w dzienną rocznicę śmierci.
22 czerwca 1980 beatyfikacji Piotra od św. Józefa de Betancur dokonał Jan Paweł II, a kanonizował go tenże papież 30 lipca 2002 roku.

Papież Jan Paweł II w czasie mszy kanonizacyjnej w homilii mówił o nim:
„(...) Br. Piotr był mężem głębokiej modlitwy (...) niestrudzenie i nieustannie poszukiwał woli Bożej. Dlatego jest on świetlanym przykładem dla współczesnych chrześcijan, którym przypomina, że aby stać się świętym, konieczne jest «chrześcijaństwo wyróżniające się przede wszystkim sztuką modlitwy» (Novo millennio ineute ). ”